# Молдавский язык

Молдавская эмблема «Наш язык»

Молда́вский язык (самоназвание — limba moldovenească; лимба молдовеняскэ [ˈlimba moldoveˈne̯askə]) — название языка молдаван. «Румынский» и «молдавский» являются разными названиями (лингвонимы) одного и того же языка, используемые, соответственно, в Румынии и Молдове. Молдавский (румынский) язык относится к балкано-романской подгруппе романских языков индоевропейской языковой семьи.
Кроме того, под названием «молдавский язык» может пониматься молдавский говор как вариант или диалект румынского (дакорумынского), используемый, в частности, как разговорный язык жителями Молдовы.
Некоторые источники перечисляют его среди романских языков наряду с румынским. 
Литературный молдавский язык начал складываться в XVI—XVII веках, но окончательно сложился ко второй половине XIX века. Языковые различия (в основном, фонетические) между говорами княжеств Мунтении, Трансильвании и Молдавии существовали и до XIX века, но после образования Румынии, когда проходили латинизация и коррекция румынского языка, из которого усиленно изымались славянские заимствования, стали заметны и некоторые различия в словарном запасе. В XIX—XX веке в лексику румынского языка было введено значительное количество научных латинизмов. 
Языковое строительство отдельной языковой нормы литературного языка в МАССР (отличной от литературного румынского), осуществлялось с 1924 по 1932 год. С 1932 по 1938 годы, на волне латинизации в СССР, литературная норма молдавского языка полностью соответствовала румынскому языку. После 1938 года, на волне уже кириллизации, снова началось строительство отдельной литературной нормы. С 1950-х годов происходило сближение молдавской и румынской языковых норм, и к концу 1980-х годов они стали почти полностью неотличимы друг от друга.
В Декларации о независимости Республики Молдова 1991 года официальным языком страны был назван румынский язык на основе латиницы. С 1994 по 2023 год в Молдове государственным языком был, согласно Конституции «молдавский язык, записываемый латиницей» (по сути полностью соответствующий литературному румынскому языку Румынии). Впоследствии, Молдова начиная с 2013 года заменила словосочетание «молдавский язык» на «румынский язык» во всём своём законодательстве, включая конституцию (в 2023 г.).
Одним из официальных языков (наряду с русским и украинским) непризнанной Приднестровской Молдавской Республики является молдавский язык, записываемый кириллицей.

## История

### Ранняя история
Носители романских идиомов на территории Молдавии появились не ранее XII века. Первые дако-романские памятники на кириллице известны с XVII века.
Праязыки:
- автохтонные языки (до II века н. э.) — индоевропейские языки Балканского полуострова (геты, даки, одризы, мёзы, иллирийцы и др.);
- народная латынь (II—III века) — форма латинского языка в провинции Римская Дакия в составе Римской империи;
- балканская латынь (IV—VII века) — региональный язык на Балканах до славянского переселения;
- «проторумынский язык», иначе — общерумынский, или общероманский язык восточного типа (около VII—IX (X) века[28]), — период славяно-романского двуязычия (балканская латынь и древнеболгарский язык);
- румынский — молдавский[29] дописьменный язык (IX (X)—XV века[28]);
- молдавский язык (с XVI века).

### Становление
Молдавский язык имеет древние литературные традиции. К литературе на молдавском языке относится в том числе и баллада «Миорица», созданная в XIII веке. Молдавский словарный фонд, записанный в грамотах, выпущенных канцелярией Молдавского княжества, составляет более 1000 лексических единиц молдавского словарного состава, утверждая существование молдавского письменного языка, которое удостоверяется с 1392 года.
Первый официальный документ на молдавском языке известен с 1571 года. В 1581 году был составлен первый молдавский лексикон (словарь) — Катастих монастыря Галата.
Молдавский язык был в употреблении в двуязычном Молдавском княжестве.
Памятники на молдавском языке (кириллицей) известны в Молдавском княжестве с XVII века (до этого языком администрации, церкви и литературы в Молдавском княжкестве и Валахии был церковнославянский язык (влахо-молдавский извод), причём по построению фразы заметно, что для писцов он не был родным. А. И. Яцимирский говорит о русской основе языка славяно-молдавских грамот). Грамматика этого языка значительно отличалась от современной. В середине XVII в. стараниями митрополита Варлаама в Яссах была основана первая в Молдове типография, для которой митрополит Дософтей (Досифей) выписал необходимые принадлежности из Москвы.
О молдавском языке в XVII веке были написаны первые исследования: «Деспре лимба ноастрэ молдовеняскэ» Гр. Уреке (1635), «Деспре лимба молдовеняскэ» Мирона Костина (1677), «Деспре лимба молдовенилор» и «Деспре букиле молдовенилор» Д. Кантемира (1716).
Дмитрий Кантемир в своём классическом «Описании Молдавии» (1714—1716) отдельную главу книги посвятил молдавскому языку.
Также он отмечает общность языка жителей дунайских княжеств и указывает на различие региональных диалектов:

У жителей Валахии и Трансильвании один общий язык с молдаванами, однако произношение более грубое, как, например: джюр валах произносит жур, то есть клянусь, как польское ż или французское j; думнедзеу, то есть бог — валаш. думнезеу; акум (теперь) — валаш. акума; ачела (тот) — валаш. ахела. Валахи употребляют некоторые слова, молдаванам не известные, которые, однако, в письме опускают, и во всем следуют по стопам молдаван в отношении языка и правописания и этим самым признают, что молдавский язык чище, чем их, хотя открыто заявить об этом их удерживает недоброжелательство, существующее между молдаванами и валахами.

Кантемир называет его «молдавским языком» (лат. lingua moldavica) и «языком молдаван» (лат. lingua moldavorum) и прямым текстом указывает на его связь с латынью: 
Удивительно, говорит он, что язык молдаван и валахов содержит больше латинских слов, чем итальянскийОригинальный текст (лат.)Mirum, ait ille, quod Moldavorum Valachorumque lingua plura habeat latina vocabula, quam italica
Кириллическая письменность, использовавшаяся в молдавском языке, заметно отличалась от русской кириллицы. Так, существовала специальная буква џ для звука дж, а сочетание ын/ым передавалось специальной буквой, похожей на направленную вверх стрелку. Таблицу молдавской кириллицы можно увидеть в уже цитированном труде Кантемира.
Кантемир в своей работе «Хроника стародавности романо-молдо-влахов» (молд. Хроникул векимей а романо-молдо-влахилор) говорит, что дакский (валашский) и молдавский языки имеют самоназвания «румынский», в значении «римский»:

Мы, молдаване, также себя называем римлянами, а язык наш — не дакским, не молдавским, а «румынским», и так, если хотим спросить чужестранца, знает ли наш язык, мы не спрашиваем: «Знаешь молдавский?», а спрашиваем: «Знаешь румынский?», то есть (по-латински): «Знаешь римский?»
Органическим регламентом молдавский язык с 1 января 1832 года был объявлен официальным языком Молдавского княжества.

### В Бессарабии

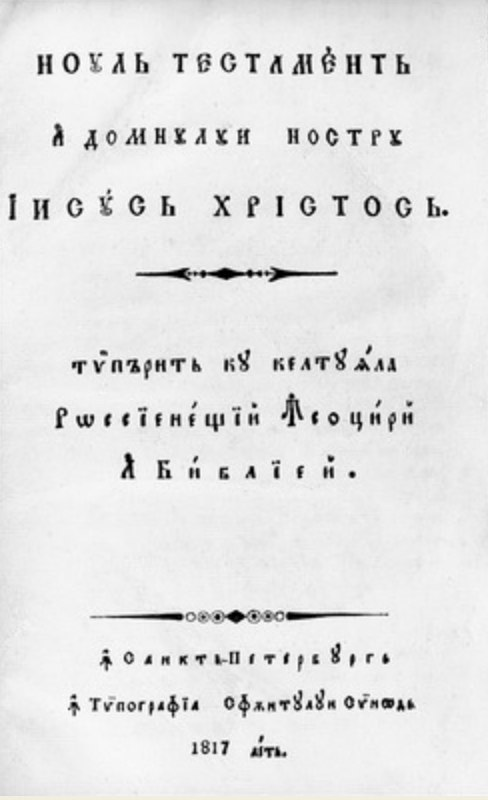
Новый Завет на молдавском языке. 1817

После русско-турецкой войны в 1812 году восточная часть Молдавского княжества вошла в состав Российской империи и получила название Бессарабская область, а позже — Бессарабская губерния. В ней продолжал развиваться литературный язык на кириллице, одним из названий которого было «молдавский язык», в то время как в западной части княжества, вошедшей в состав Румынии, произошла «чистка» языка от славянизмов и в 1862 году язык был переведён на латинскую графику. В 1814 году в Кишинёве был разработан и издан русско-молдавский букварь. В 1840 году издано «Собрание сочинений и переводов в валахо-молдавском языке» Я. Гинкулова и «Начертание правил валахо-молдавской грамматики». С конца 1830-х годов начинается постепенное вытеснение молдавского языка из официального делопроизводства. В 1866 году прекращается преподавание молдавского языка в Кишинёвской гимназии. Со второй половины XIX века молдавский язык начинает вытесняться из церковного богослужения. После революционных событий 1905—1907 годов снова начинается преподавание молдавского языка в учебных заведениях Кишинёвской епархии, на нём также начинают печатать газеты и журналы. Причём в литургической и религиозной литературе использовался старомолдавский алфавит. Для светских изданий литературной нормы не существовало, алфавит часто использовался русский, но с написанием «ъ» вместо «э», а также «й» вместо «ь» в конце слов.
В 1818 году молдавский язык стал официальным языком Бессарабии, в 1831 году молдавский язык стал официальным языком Молдавского княжества; в 1918 году «Молдавский язык, как официальный язык государства, является обязательным учебным предметом во всех школах Молдавской Демократической Республики».
В 1814 году в Кишинёве был разработан и издан «Русско-молдавский букварь», в 1819 году — «Краткая российская грамматика с переводом на молдавский язык», которая впоследствии переиздавалась в Кишинёвской епархиальной типографии. В 1840 году в Петербурге были выпущены «Начертание правил валахо-молдавской грамматики» и «Собрание сочинений и переводов в валахо-молдавском языке» Я. Гинкулова (Хынку). Гинкулов предлагал использовать термины «валахо-молдавский язык» или «ромынский язык», как обобщающие для всего дако-румынского языкового пространства.
В 1817 году по благословению Святейшего Синода в Санкт-Петербурге был отпечатан Новый Завет на молдавском языке. За основу была взята Библия, переведённая монахом Мику Клайном. Над корректурой работали М. Крупенский и архимандрит молдавского Добровецкого монастыря Варлаам.
Начиная с 1830—1840-х годов проявляется тенденция к вытеснению молдавского языка из делопроизводства и сферы образования и замены его русским. В 1828 году было отменено обязательное ведение делопроизводства на молдавском языке. В 1842 году истёк семилетний срок, в течение которого была возможность подавать жалобы и прошения на молдавском языке. В 1866 году наложен запрет на преподавание молдавского языка в Кишинёвской гимназии. Формальным поводом для запрета послужило то, что «по новому гимназическому уставу… вообще не полагается в наших гимназиях особых учителей для преподавания особых местных наречий». Через пять лет после исключения молдавского языка из курса Кишинёвской гимназии последовал указ о запрещении преподавания молдавского языка в уездных училищах Бессарабской области. Со второй половины XIX века происходит вытеснение молдавского языка из церковного богослужения. При епископе Павле (Лебедеве) было закрыто, по разным оценкам, от 340 до 417 церквей по причине того, что в них невозможно было организовать службу на русском языке. При нём же перестала печататься молдавская версия «Кишинёвских епархиальных ведомостей». Таким образом, в последней трети XIX века молдавский язык в Бессарабии оставался исключительно разговорным языком крестьянского населения.
Возвращение молдавского языка в публичную сферу, систему образования и православное богослужение было связано с событиями революции 1905—1907 годов. В этот период начинается преподавание молдавского языка и церковно-молдавского пения в Кишинёвской духовной семинарии и других учебных заведениях Кишинёвской епархии, выходит ряд газет и журналов (См. статью Пресса в Молдове). В литургической и околорелигиозной литературе использовались старомолдавская литературная норма и традиционный кириллический алфавит. Для светских текстов литературной нормы не существовало. Грамматика и лексика могли варьироваться от современной румынской нормы до подражания местным диалектам. Не существовало также единого алфавита. Чаще всего использовался либо русский алфавит, либо значительно упрощённая версия молдавской кириллицы, отличавшаяся от русифицированной версии написанием «ъ» вместо «э» и «й» вместо «ь» на конце слов. Реже практиковалась запись с помощью церковно-молдавского алфавита, но гражданским шрифтом.
В Российской империи термины «молдавский» и «румынский язык» употреблялись в качестве синонимов как русскими, так и молдавскими авторами. Выбор того или другого наименования языка определялся в большинстве случаев контекстом или целевой аудиторией, которой был адресован тот или иной текст.
Однако после активной языковой коррекции румынского языка, когда из него были вытеснены многие славянские лексемы, введены новые французские, латинские и итальянские корни, а алфавит переведён на латиницу, по мнению А. Матеевича, бессарабские молдаване имели преимущество, так как

они сохранили язык своих предков, который издавна был и их церковным языком. На этом языке, славянскими буквами, написаны древние молдавские хроники, — грамоты и указы молдавских господарей. Когда-то и в современной Румынии он был во всеобщем церковном и народном употреблении. Теперь там он отошёл в область исторических воспоминаний, а в Бессарабии остался почти в полной неприкосновенности.

Желая подчеркнуть отличия народного языка бессарабских крестьян от румынских нововведений, А. Матеевич, выступая на I конгрессе учителей Бессарабии в 1917 г., заявил: 
«У нас не два языка и не две литературы, а только одна, такая же, как за Прутом. Это следует знать с самого начала, чтобы не говорить об этом понапрасну. Некоторые говорят, что румынский язык — французский. Это неправда! Это правда, что в Румынии тоже есть заблуждающиеся люди, когда дело доходит до языка, но нужно знать, что самое сильное течение там — это народное течение в языке и литературе. Мы должны немедленно перейти от нашего скверного языка к румынскому литературному языку!».

Карты распространения румынского языка на начало XX века, сделанные Густавом Вейгандом:
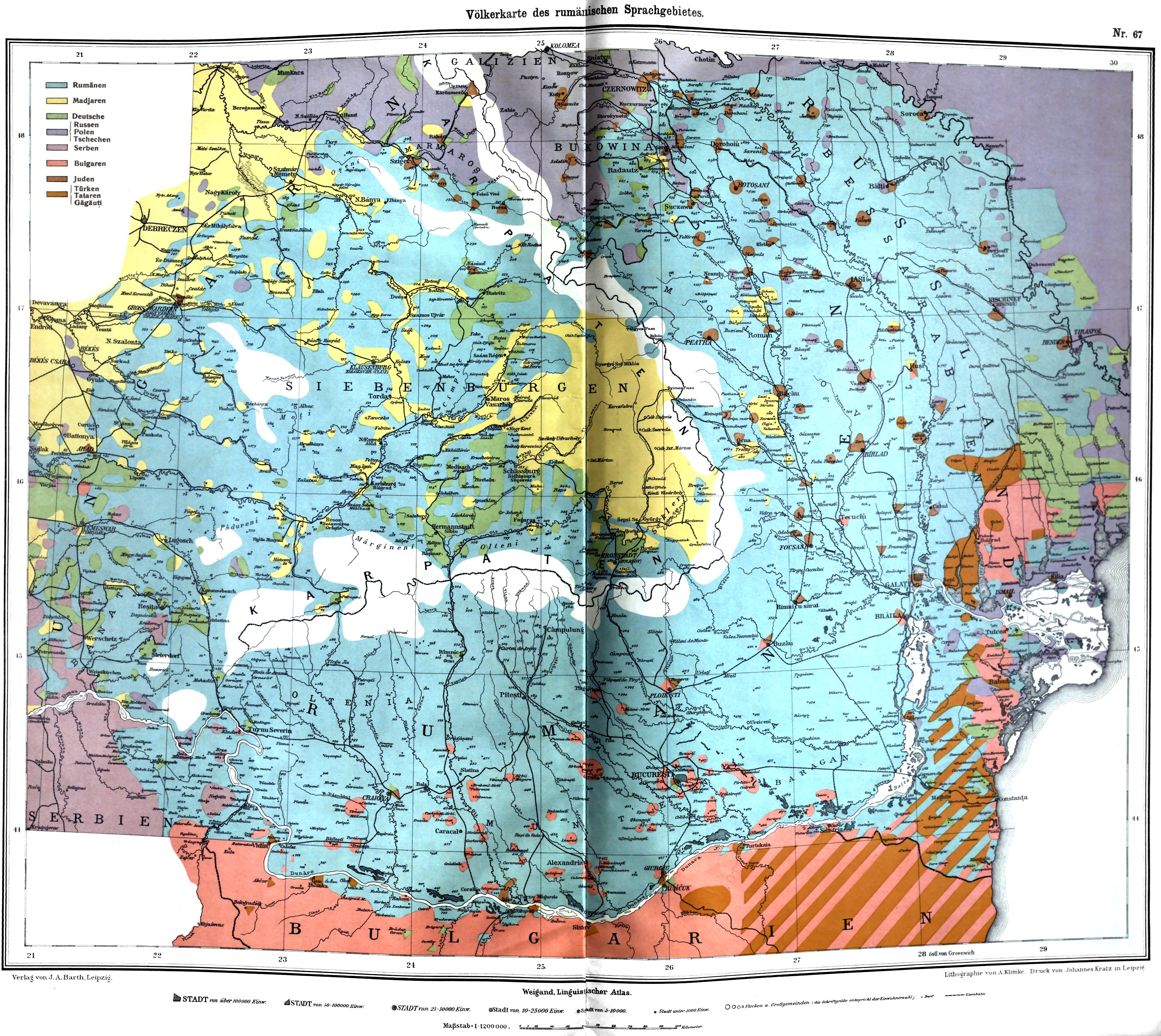
Румынский лингвистический ареал
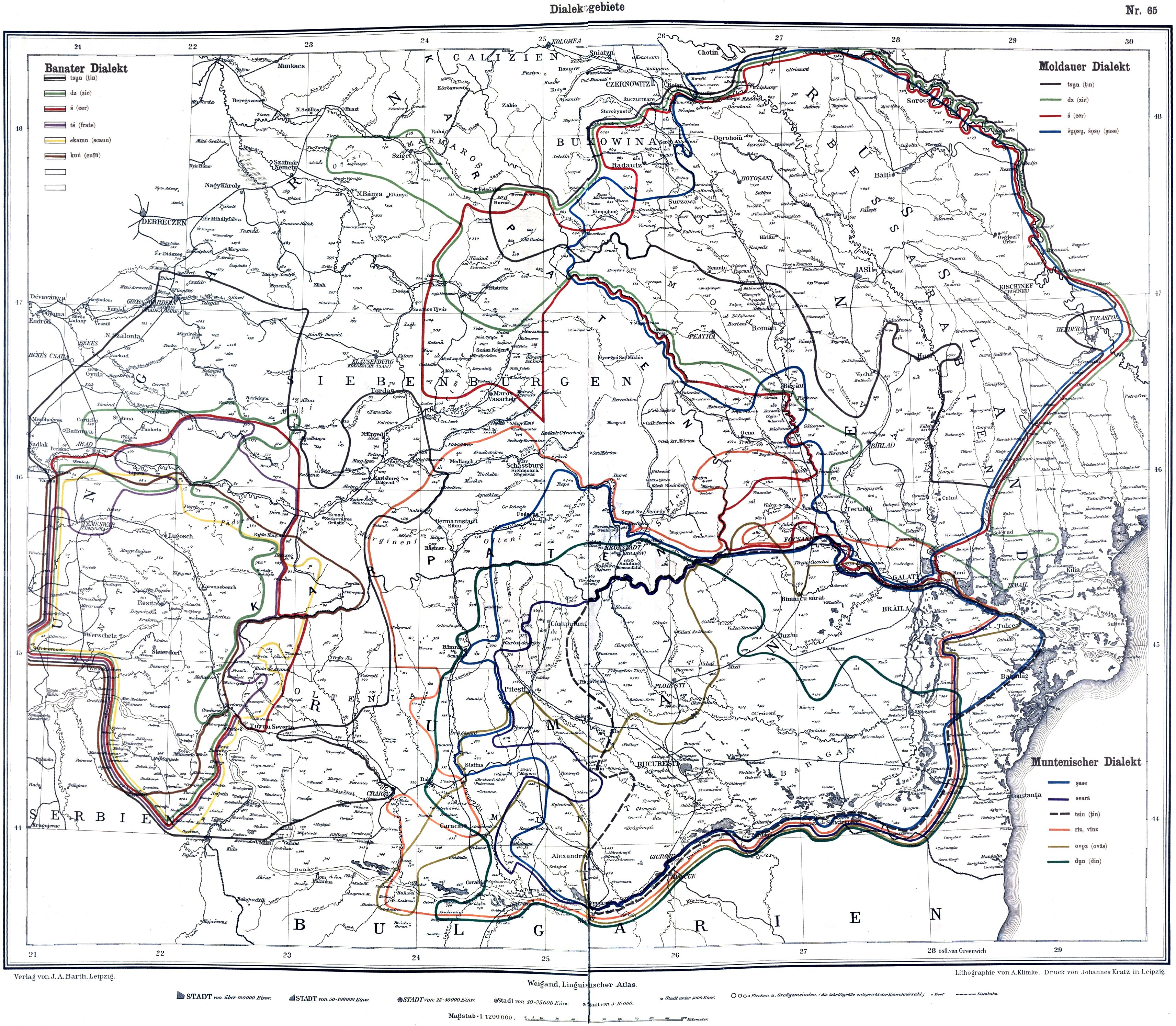
Распространение молдавских изоглосс
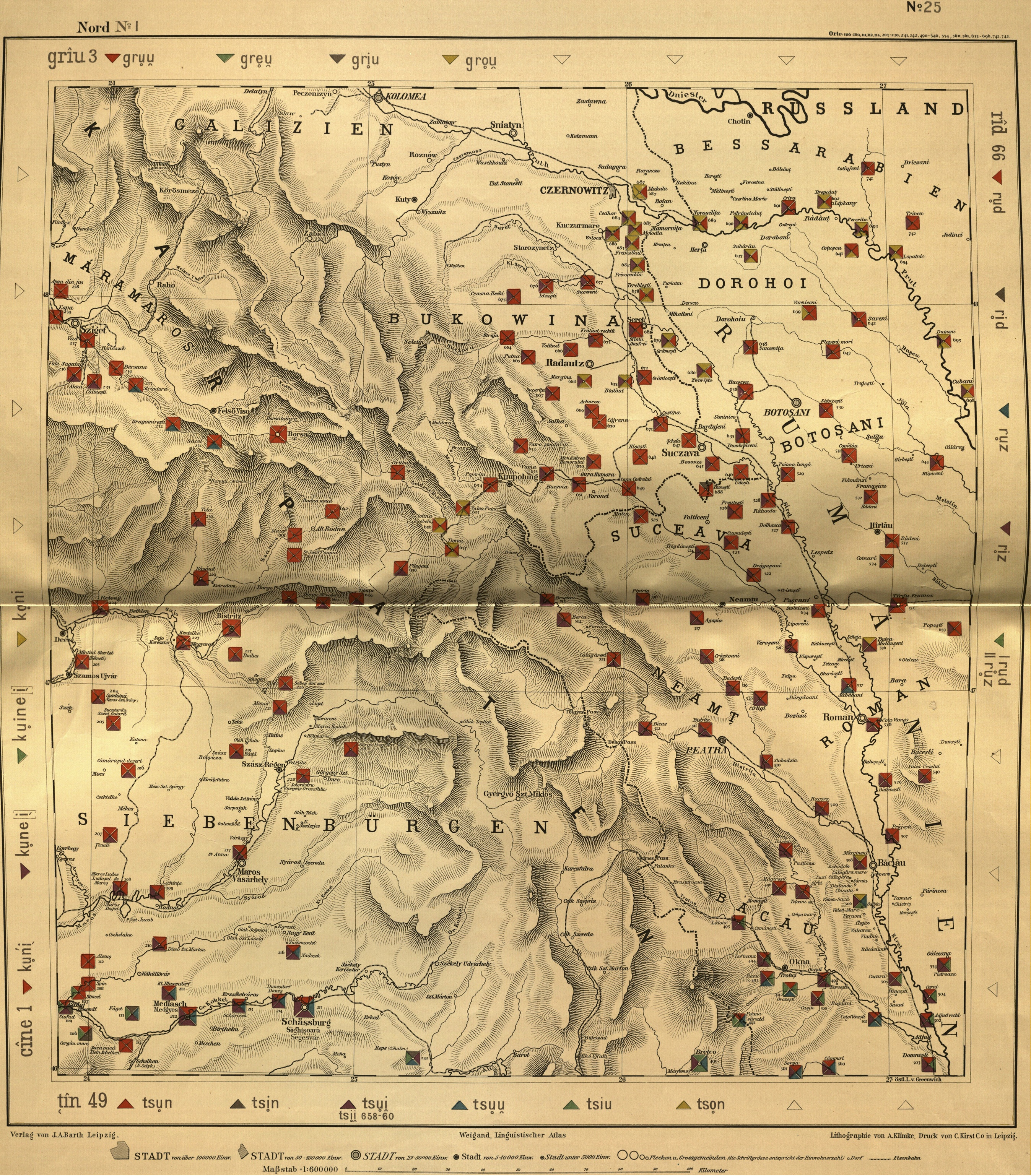
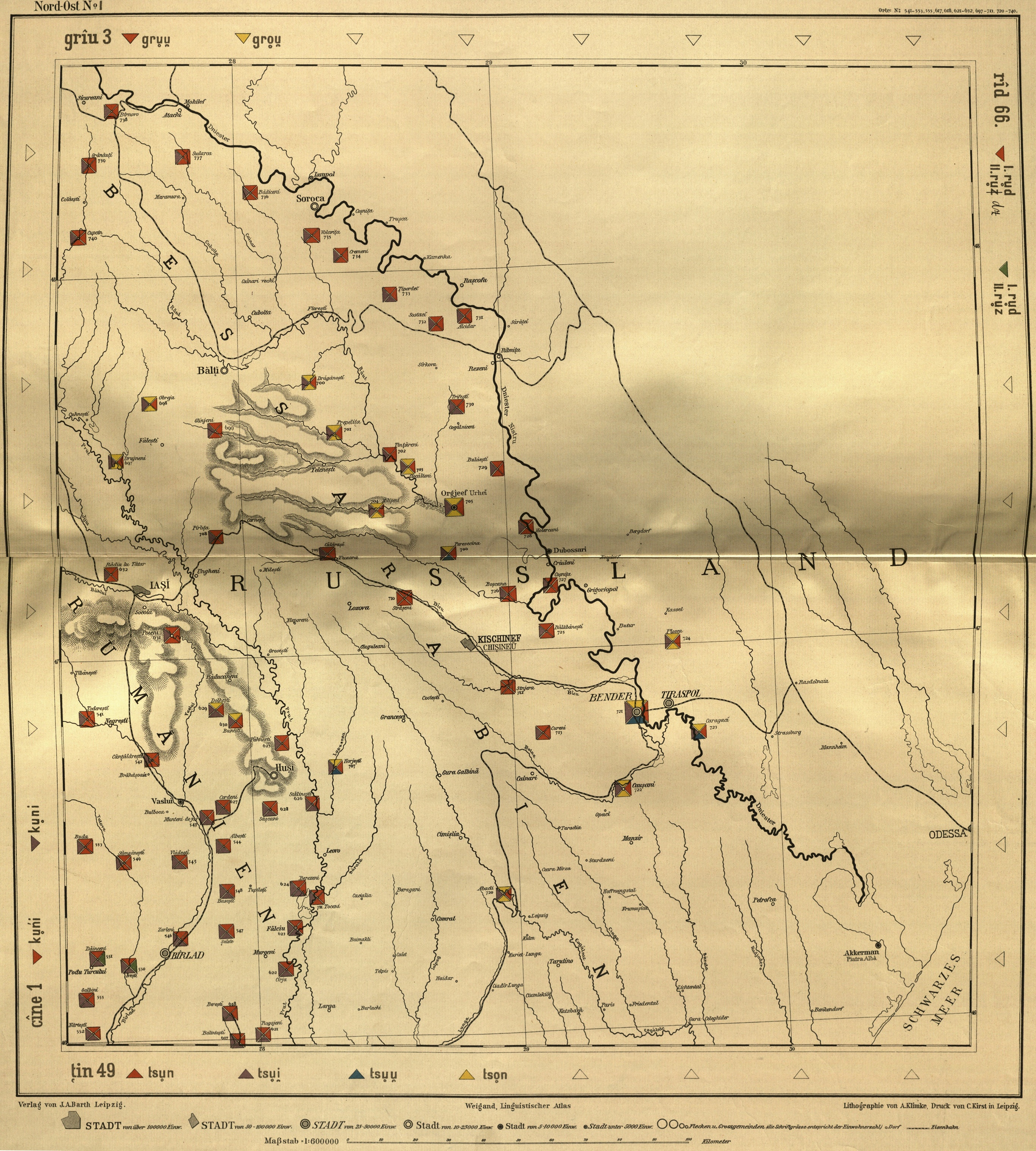
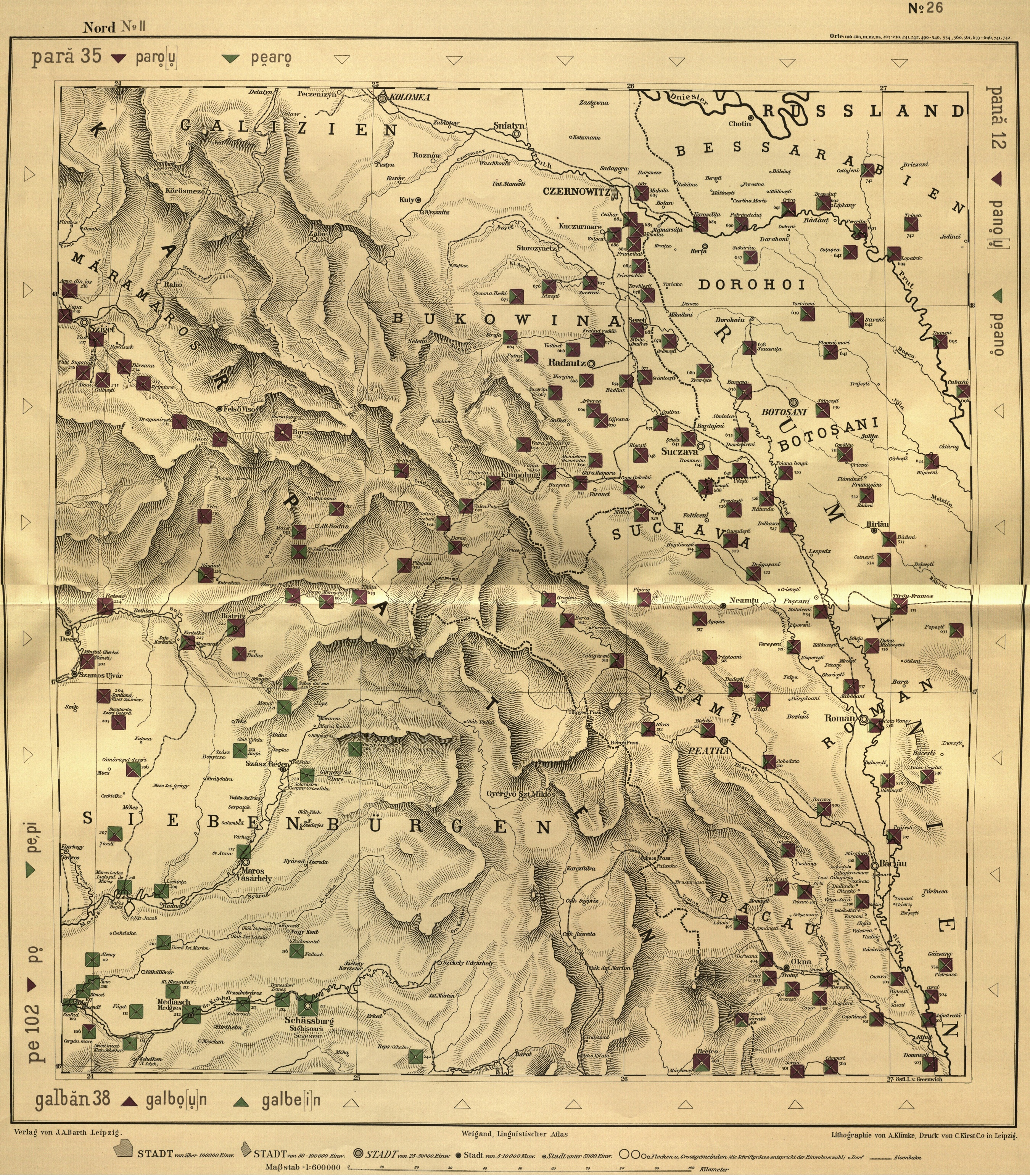
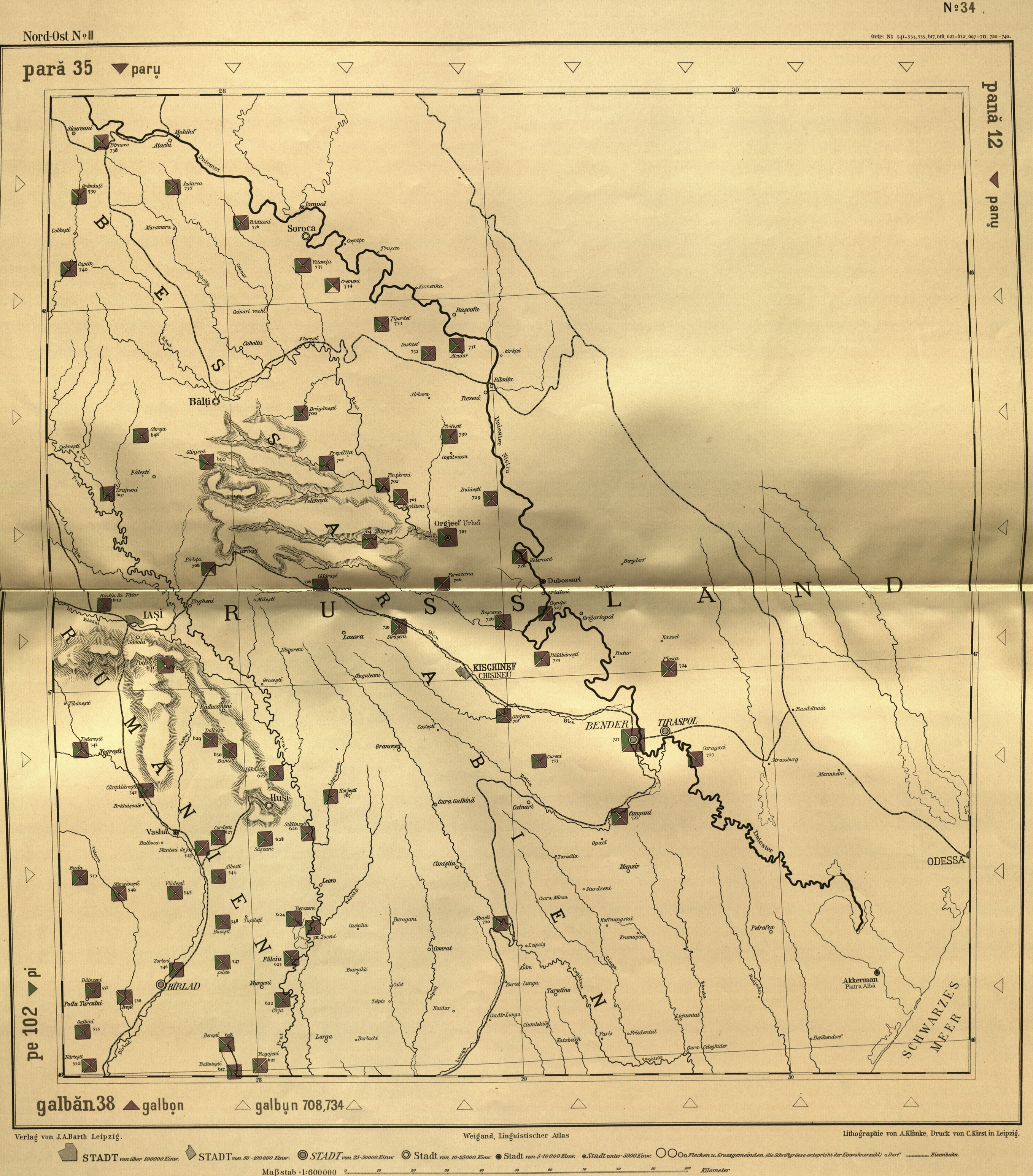
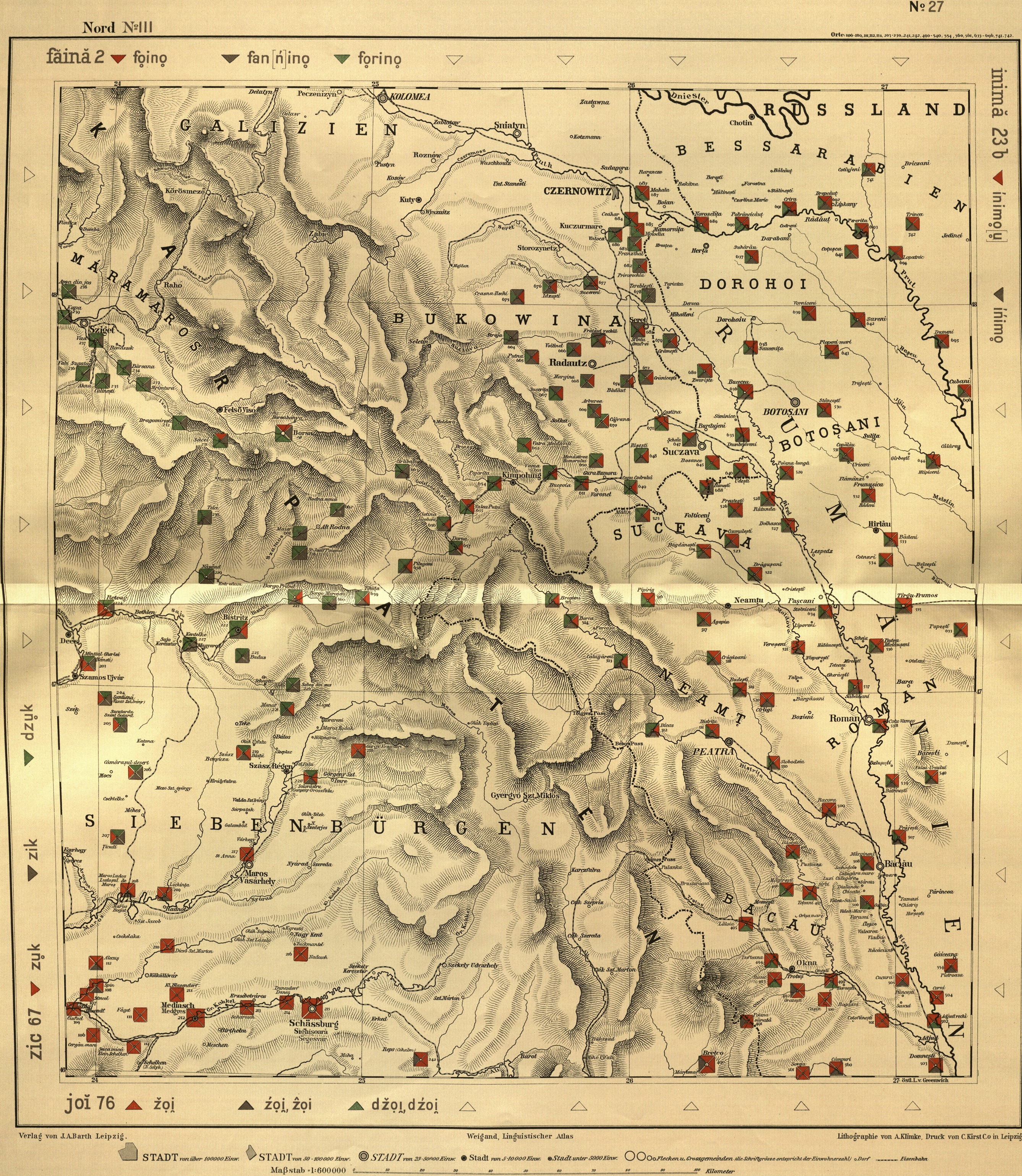
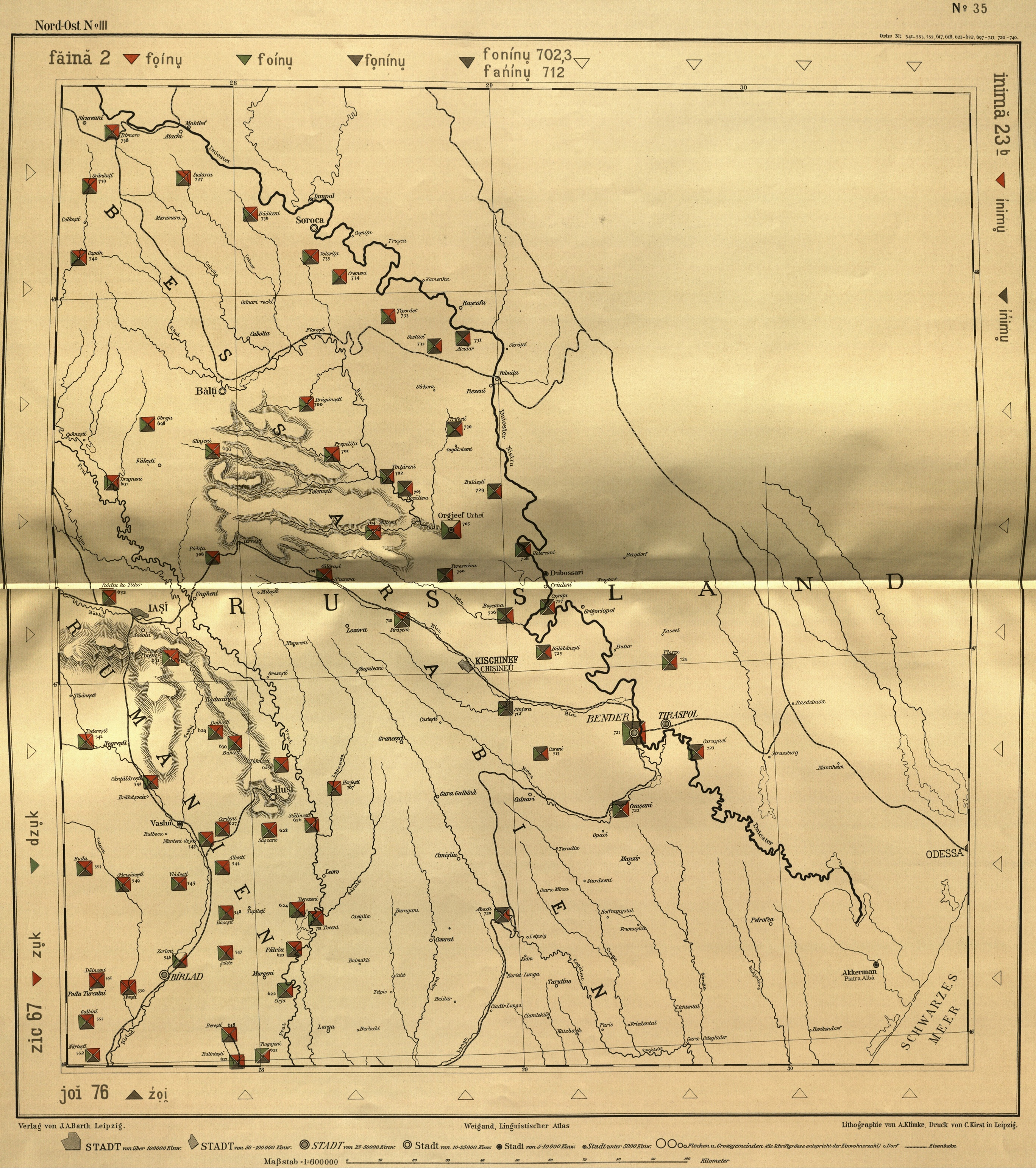
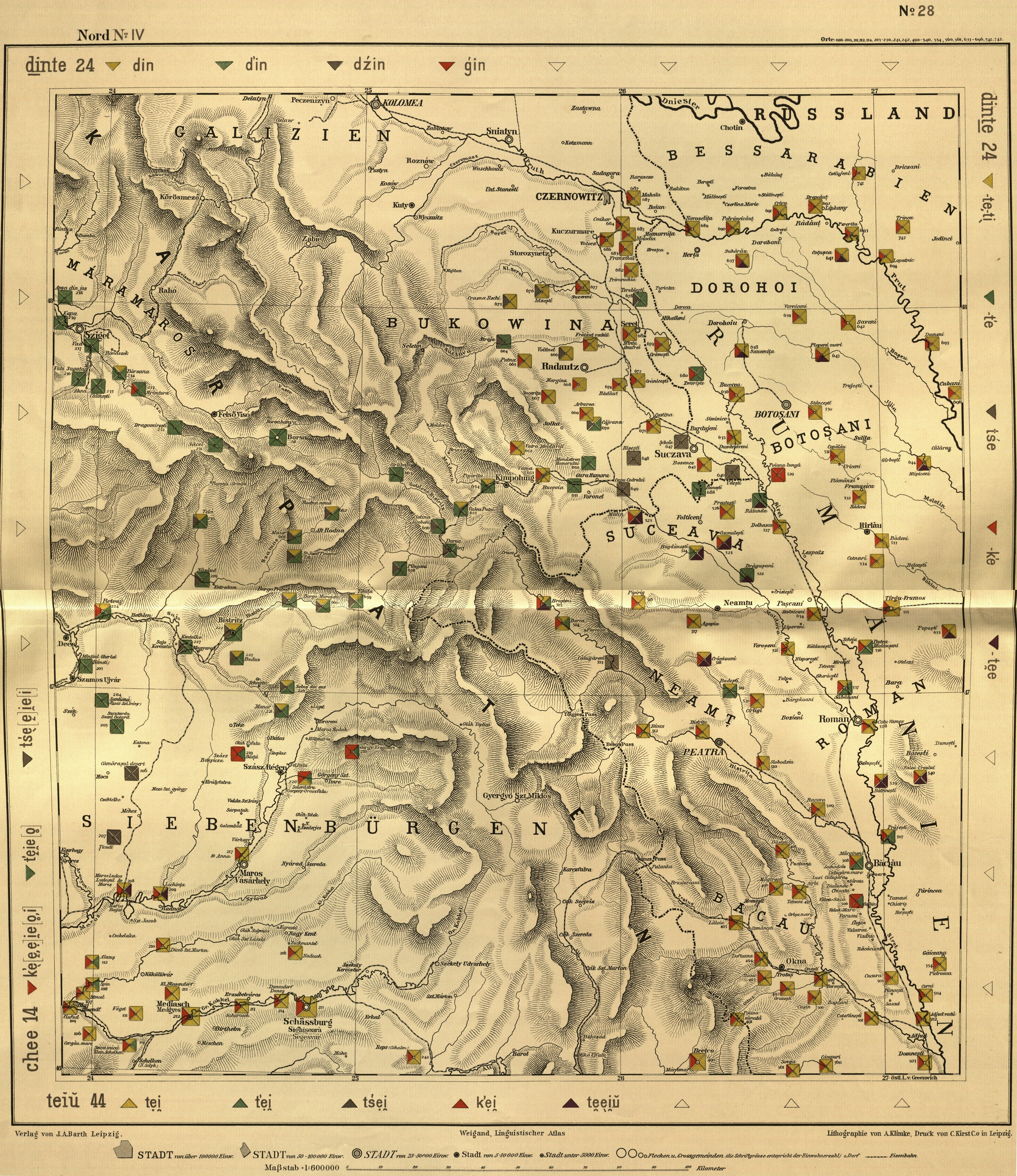
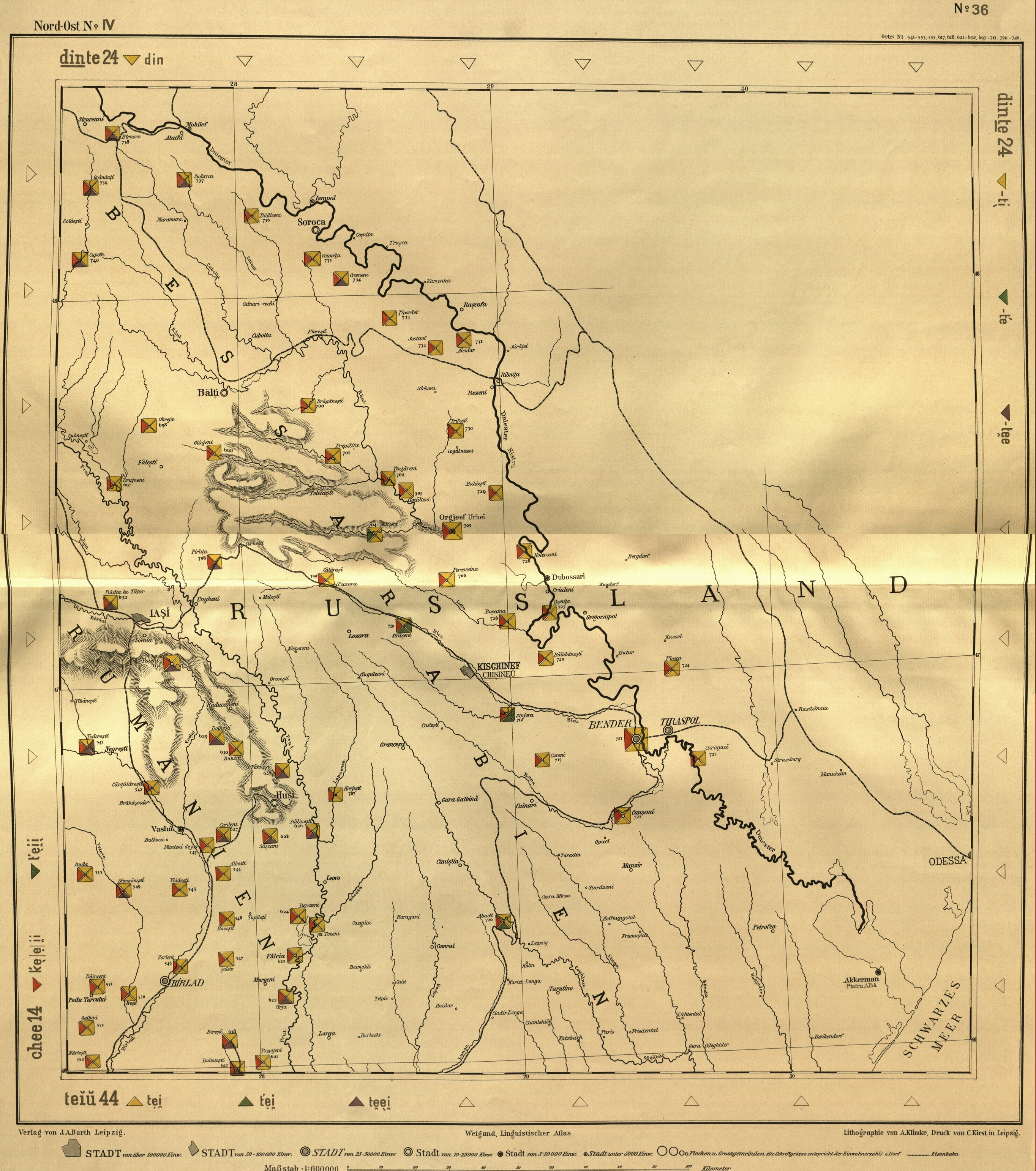
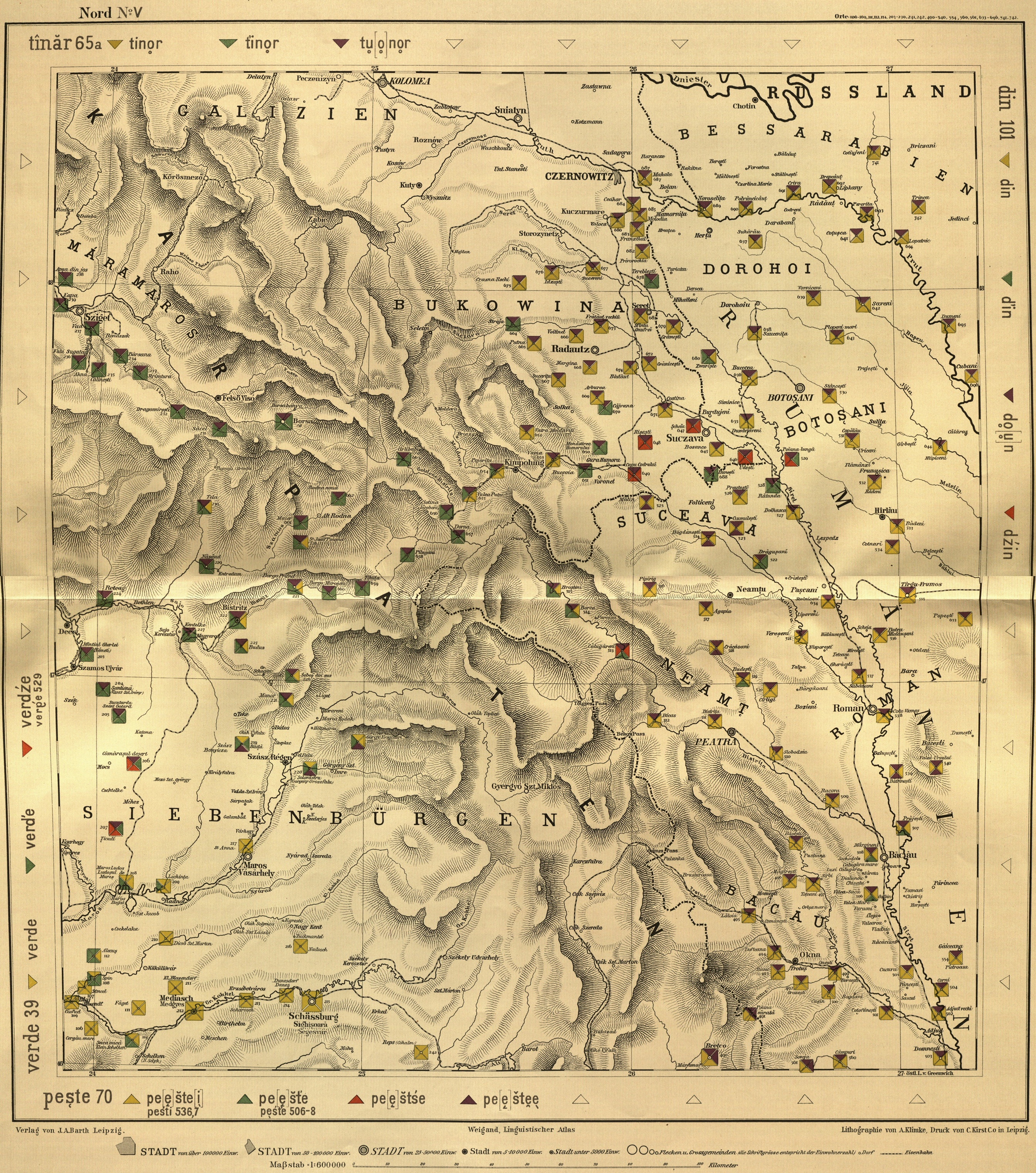
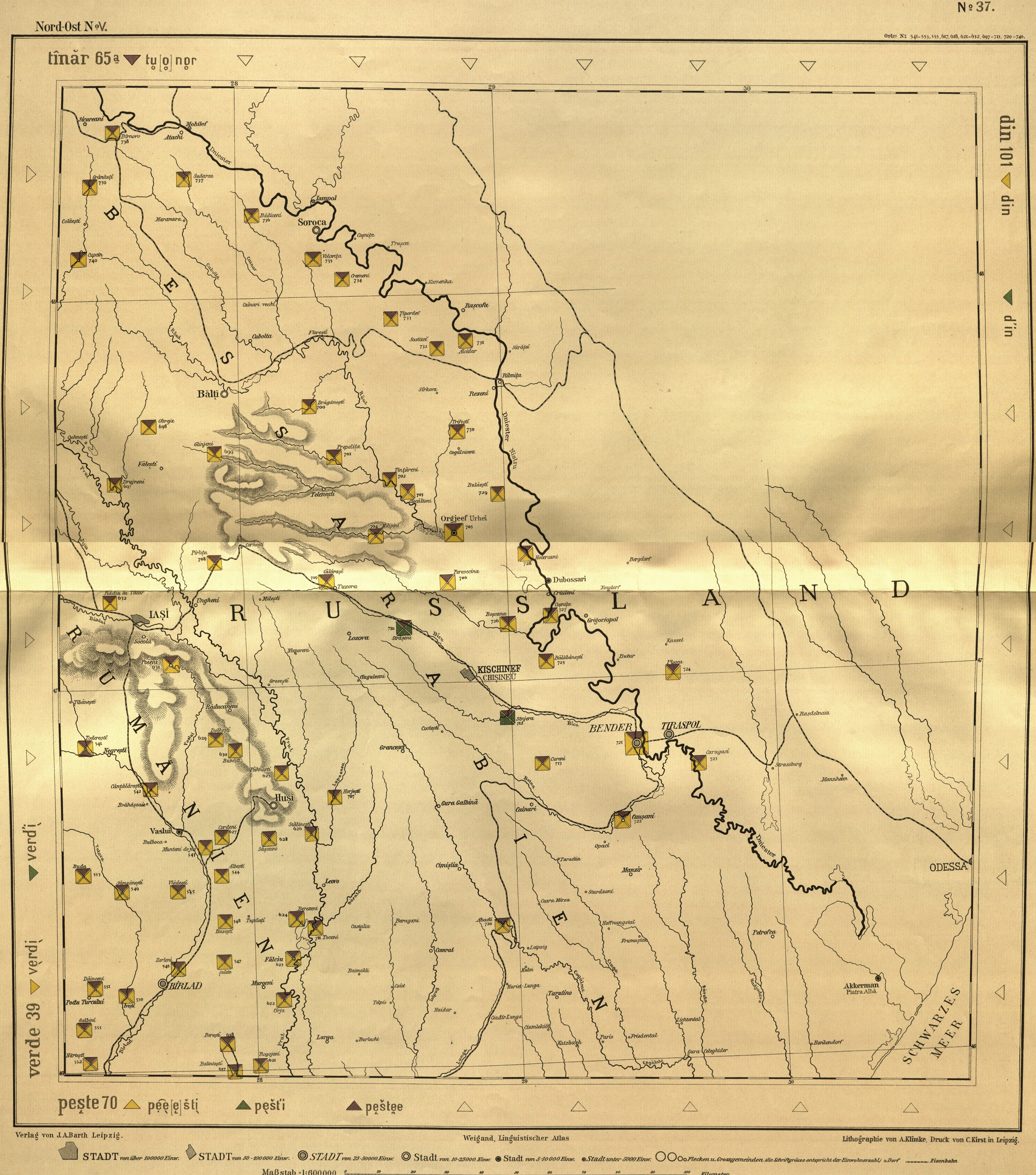
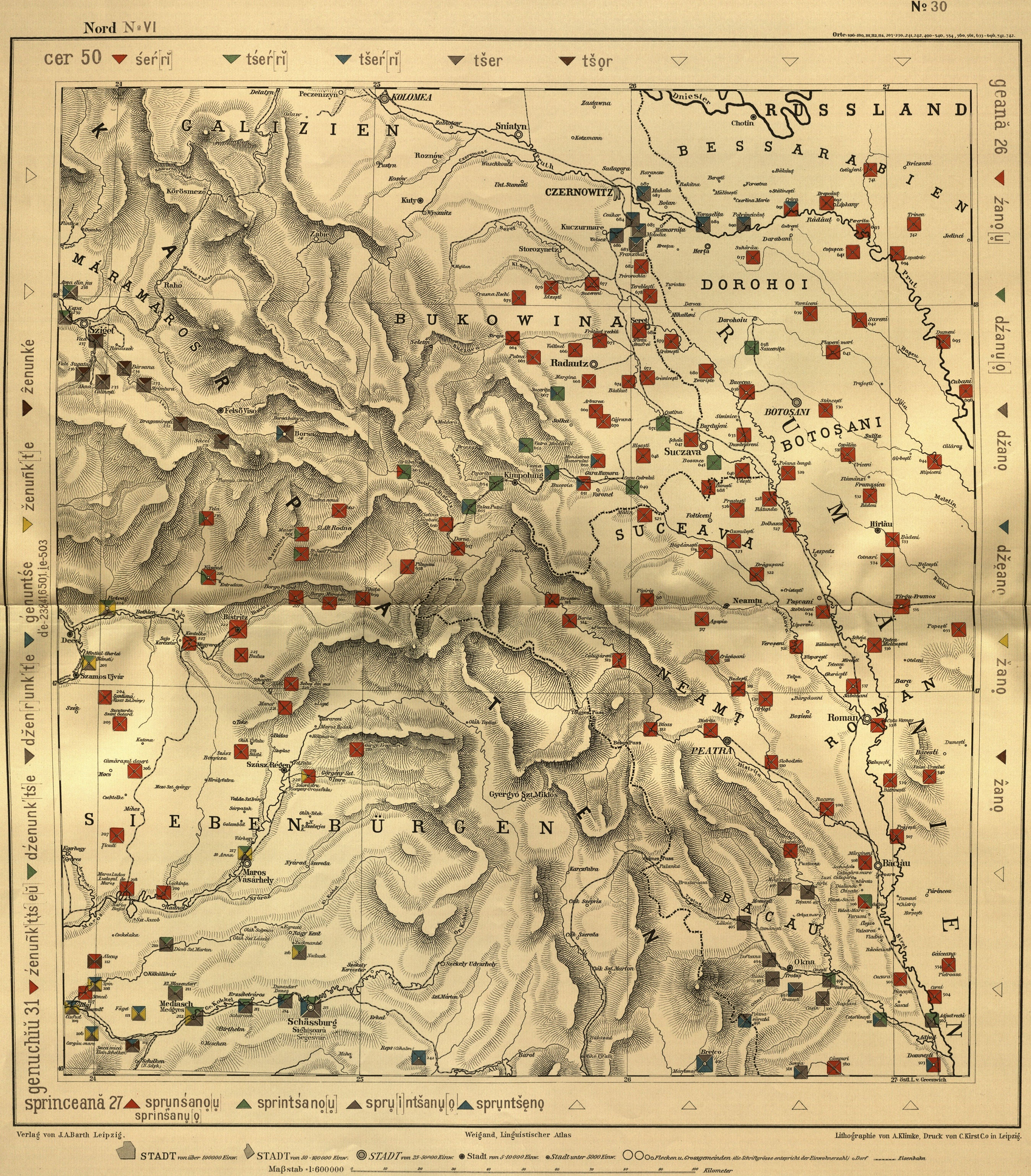
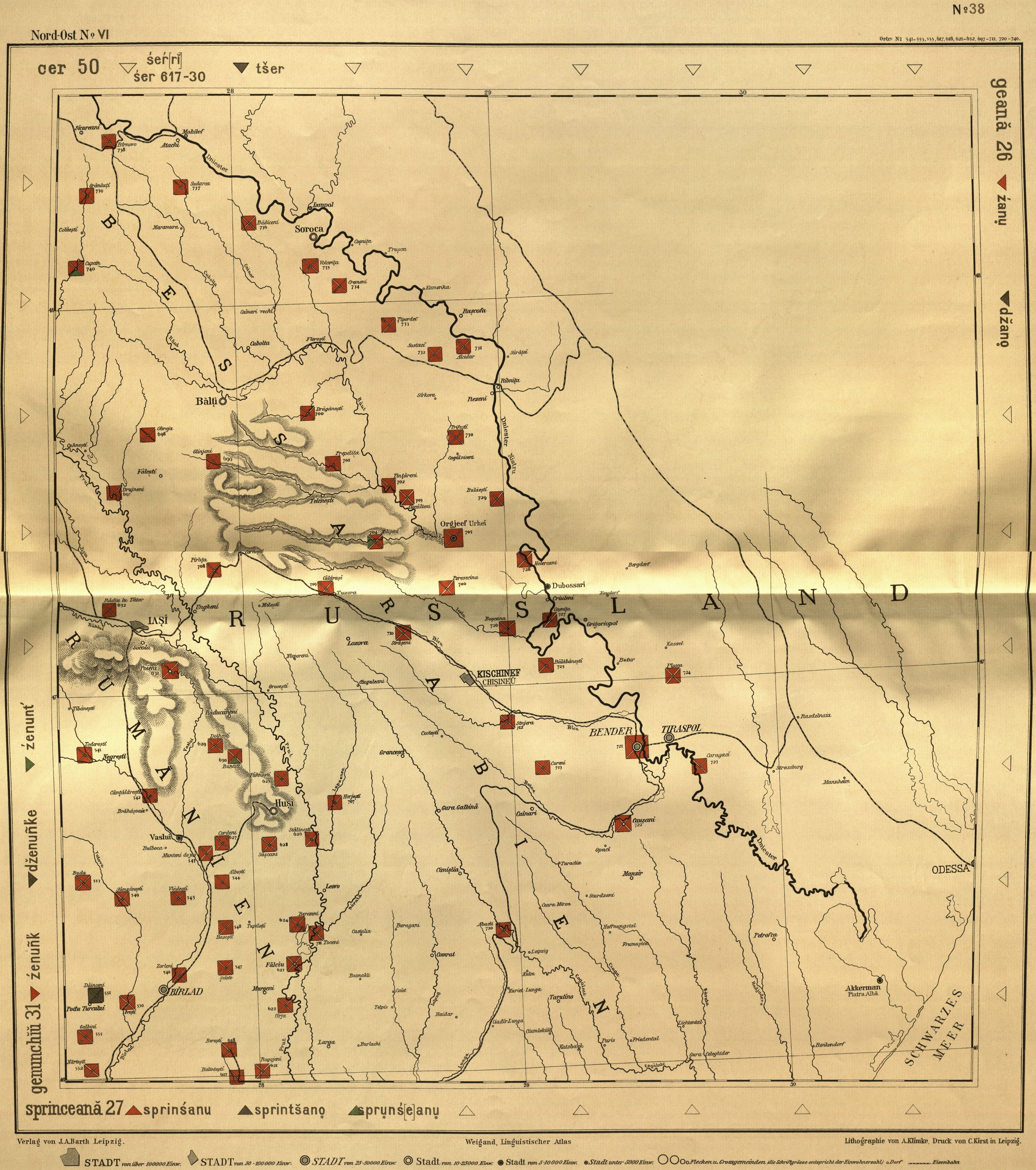
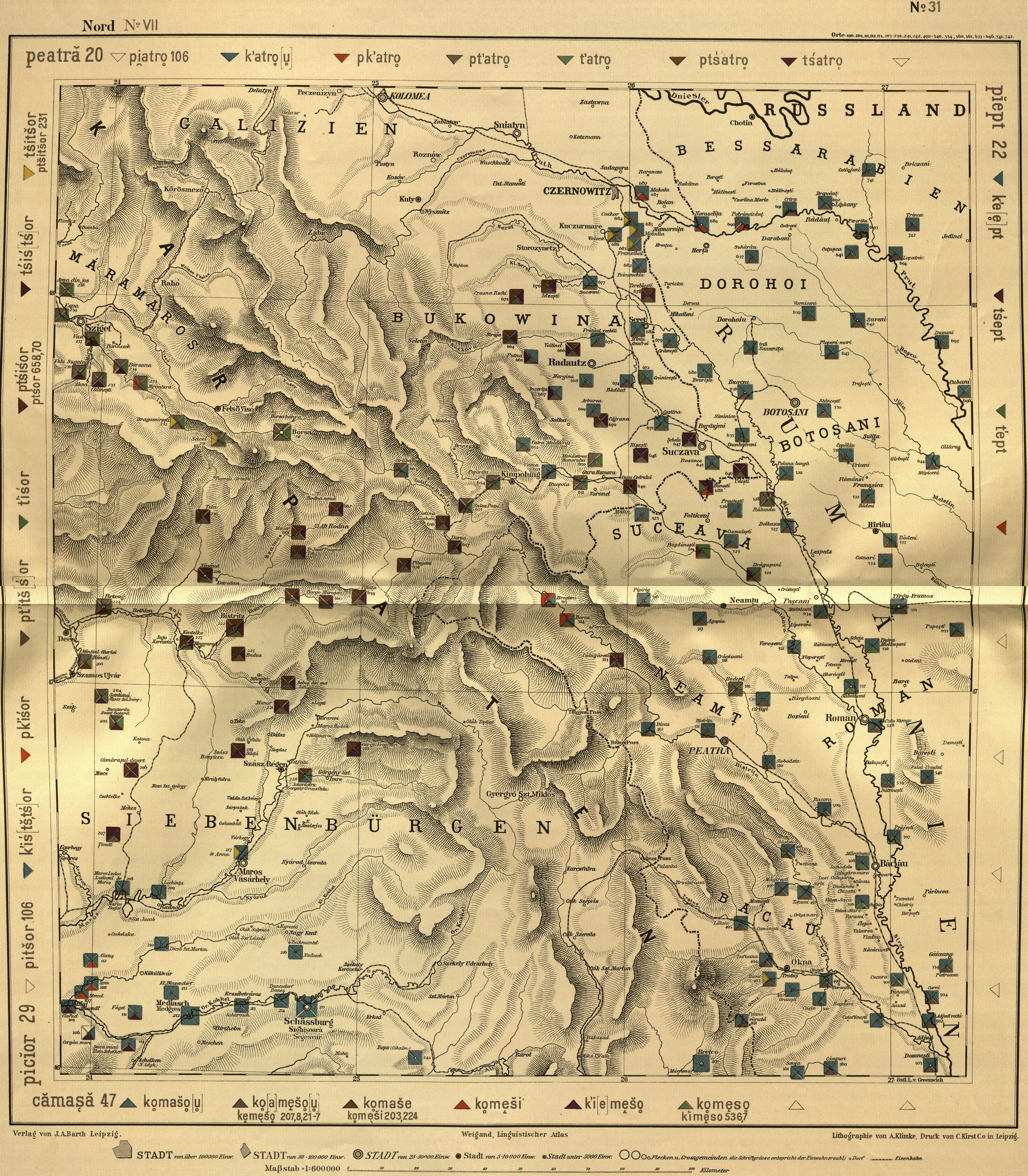
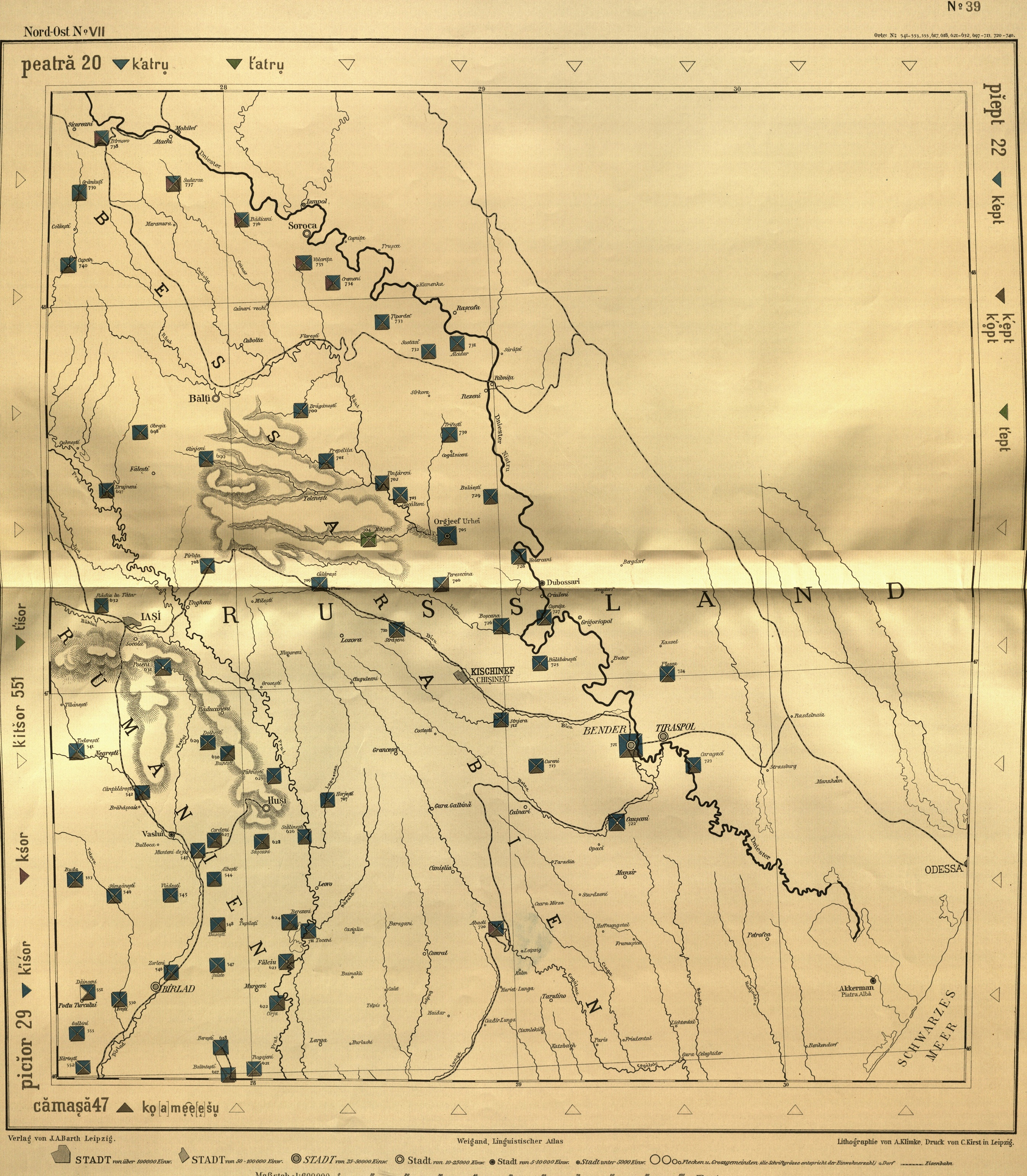
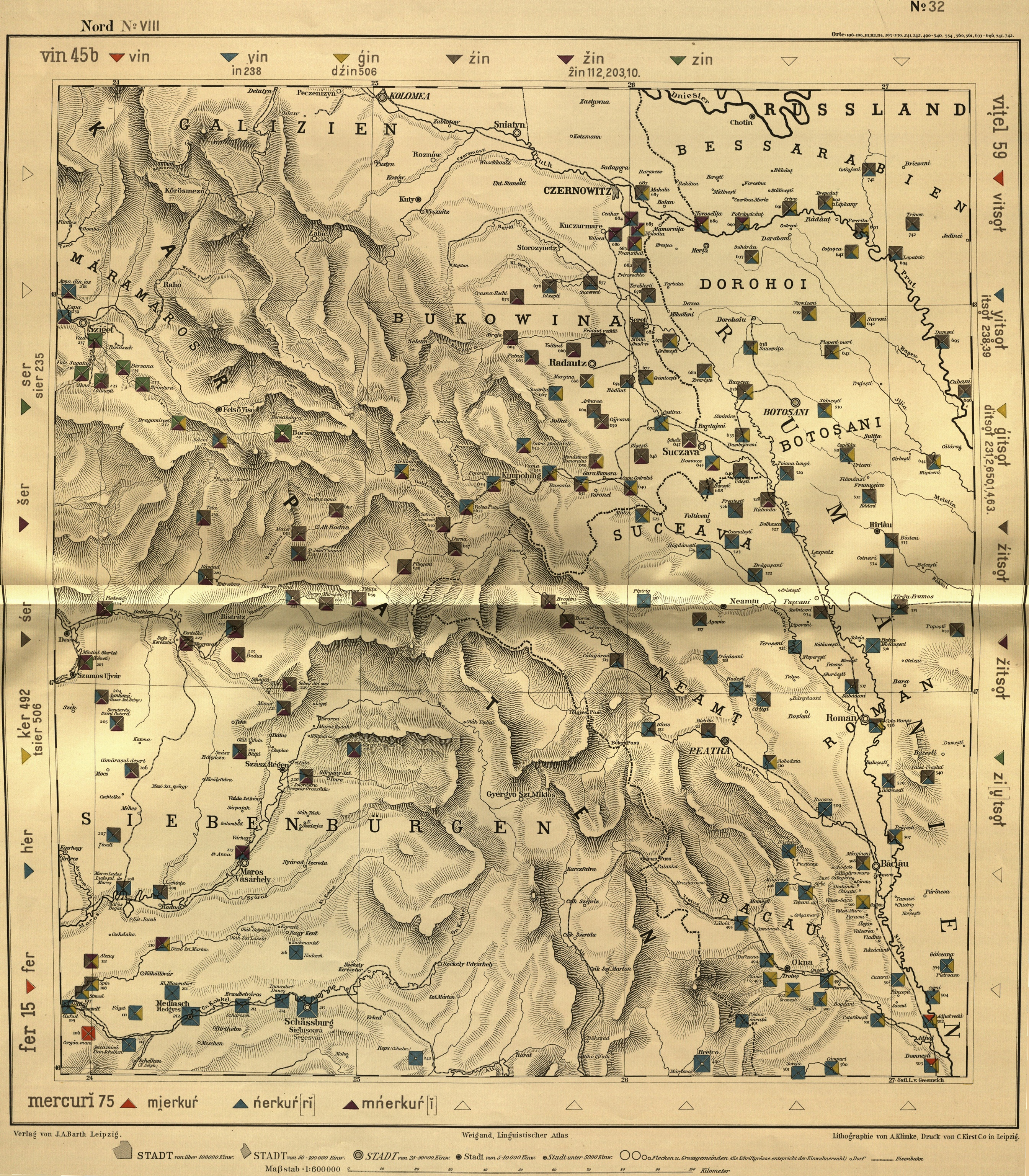
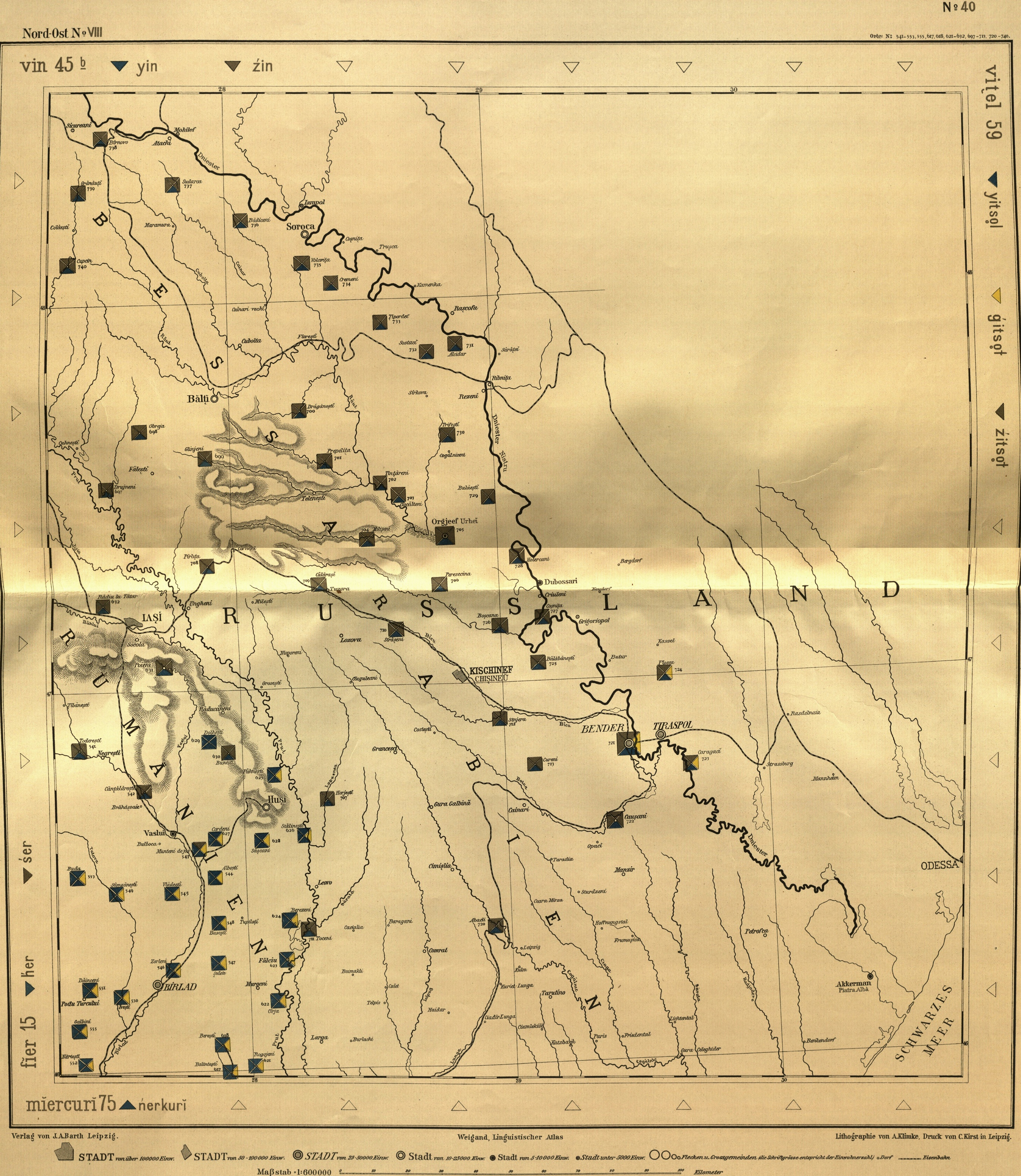

### В период междуПервойиВтороймировыми войнами

Обложка книги Я. Кушмаунсы «Граматика линдьий молдовенешть». Тирасполь, 1939 год

В 1918 году Бессарабия была присоединена к Румынии, где функционировал сформировавшийся в XIX веке литературный румынский язык. Тем не менее, его отличие от молдавского ощущалось многими. Так, крестьяне-кооператоры села Цибирика Оргеевского уезда в 1921 году писали:

Что означает слово «волумул»? (…) Догадываемся, это какая-нибудь брошюра (книжечка). Если угадали, то, пожалуйста, не беспокойтесь опять присылать её, потому что читать её некому. (…) Говорим вам снова, если книжица для нас полезная, пишите её на молдавском или на русском (не шарахайтесь вы от русского языка, как чёрт от ладана), а не на румынском, потому что о румынском языке представление у нас слабое, не то чтобы ещё и понимать его.
Пропагандисты румынского языка в Бессарабии признавали, что речь бессарабских молдаван заметно отличается от бухарестской нормы, и вынуждены были учитывать это в своей деятельности — вплоть до издания некоторых номеров своих газет на кириллице, что с 1 января 1919 года было в Бессарабии запрещено.
В 1923 году Никодим, настоятель Нямецкой лавры перевёл Библию на молдавский язык.
Официальный статус молдавский язык получил в 1924 году при создании на левом берегу Днестра Молдавской АССР в составе Украины; это сопровождалось ожесточёнными дискуссиями между «самобытниками», отстаивавшими идею литературного языка на основе диалектов Приднестровья, и «румынизаторами», ориентировавшимися на литературные румынские нормы.
На начальном этапе языкового строительства в Молдавской АССР для ряда местных политических деятелей (например, Павел Киор) создание отдельного молдавского языка было продиктовано не столько этнополитическими, сколько классовыми соображениями. Планировалось создать на базе народных говоров «пролетарский» молдавский язык как антипод «буржуазному» румынскому языку. В дальнейшем этот «народный язык» планировалось использовать в целях разжигания революции не только в Бессарабии, но и в Румынии. Однако первая грамматика и словарь, составленные в МАССР Гавриилом Бучушкану в 1925 и 1926 годах, за исключением кириллического алфавита, мало чем отличались от большинства румынских грамматик того времени. В июле 1927 года Молдавским научным комитетом были опубликованы правила правописания, основанные на «Молдавской грамматике» («Граматика молдовняскы»), разработанной Леонидом Маданом. Эти правила базировались на местных диалектах и представляли собой самую радикальную попытку создания самостоятельного молдавского языка, полностью отличного от румынского. Помимо воспроизведения народного говора, предполагалось введение в язык огромного количества неологизмов, составленных из молдавских или русских корней.
Пример текста на молдавском языке в тогдашней записи:

Ын сэкцыя историчаскы, Комитету штиинцыйник ш’о пус зэдачи сы алкэтуяскы история Марксисты а народулуй молдовинеск. Ынтыю лукру штиинцыйник ын партя 'вэцэрий нородулуй молдовинеск а ишы’н время ди маи апроапи.
Ын сэкцыя ди 'нвэцаря цэрий: Дин лукру 'нсэмнат дупэ програмы пэн чи-с стрынсы шы типэрити 'н кэрць осэгити кынтичи шы зыкэтоари нородничи молдовинешть. Ын унили райоани дяму-с организати шы о 'нчепут лукру организацыили шы черкурили ди 'нвэцаря цэрий.
— Материали ла даря ди самы а кырмий пи аний 1927 шы 1928 с'ездулуй а IV-ля а Сфатурилор
По постановлению бюро Молдавского обкома партии от 2 февраля 1932 года, в рамках общесоюзного процесса латинизации, предписывалось до конца года перейти на латинский алфавит. Вместе с переходом на латинский алфавит была осуществлена адаптация норм и правил румынского языка. В мае 1938 года кампания по латинизации была прекращена и молдавскому языку вернули кириллическую графику. Новая норма молдавского языка оставалась при этом достаточно близкой к румынской.

### В Молдавской ССР
После присоединения к СССР Бессарабии и образования Молдавской ССР в 1940 оказалось, что приднестровские диалекты малопонятны основной массе молдаван. В связи с этим в 1951 году при поддержке Леонида Брежнева (бывшего тогда первым секретарём ЦК КП(б) Молдавии) была проведена реформа: языковая норма стала основываться на говорах центральной части Молдавии и стала значительно ближе к румынскому литературному языку. При этом должна была учитываться письменная и фольклорная традиция. В 1967 году в молдавский кириллический алфавит была введена буква Ӂ, благодаря чему он обрёл окончательную форму.
В 1989 году большинство молдавских филологов и писателей отказались от идеи культивирования отдельного молдавского языка и признали тождество литературного молдавского и румынского. Причинами такого решения Л. И. Лухт и Б. П. Нарумов называют наличие общей литературной традиции у Румынии и Молдовы, незначительность расхождений между вариантами литературной нормы, слабость теоретических утверждений о том, что молдавский, в отличие от румынского, является особым продуктом романско-славянского симбиоза, политическая обстановка в связи с кризисом СССР.
31 августа 1989 года новое правительство Молдавской ССР (по требованию участников демонстрации, организованной националистическим Народным Фронтом Молдавии) отменило на своей территории кириллический алфавит и ввело румынское правописание на латинице для молдавского языка. На территории ПМР кириллический алфавит был сохранён и используется по настоящее время.

### В независимой Молдове
В переписи населения Молдовы 2004 года носители молдавского языка насчитывалось 60 %, в переписи населения Молдовы 2014 года носители молдавского языка вместе с носителями румынского языка составляли 80 %.

## Орфография и алфавит

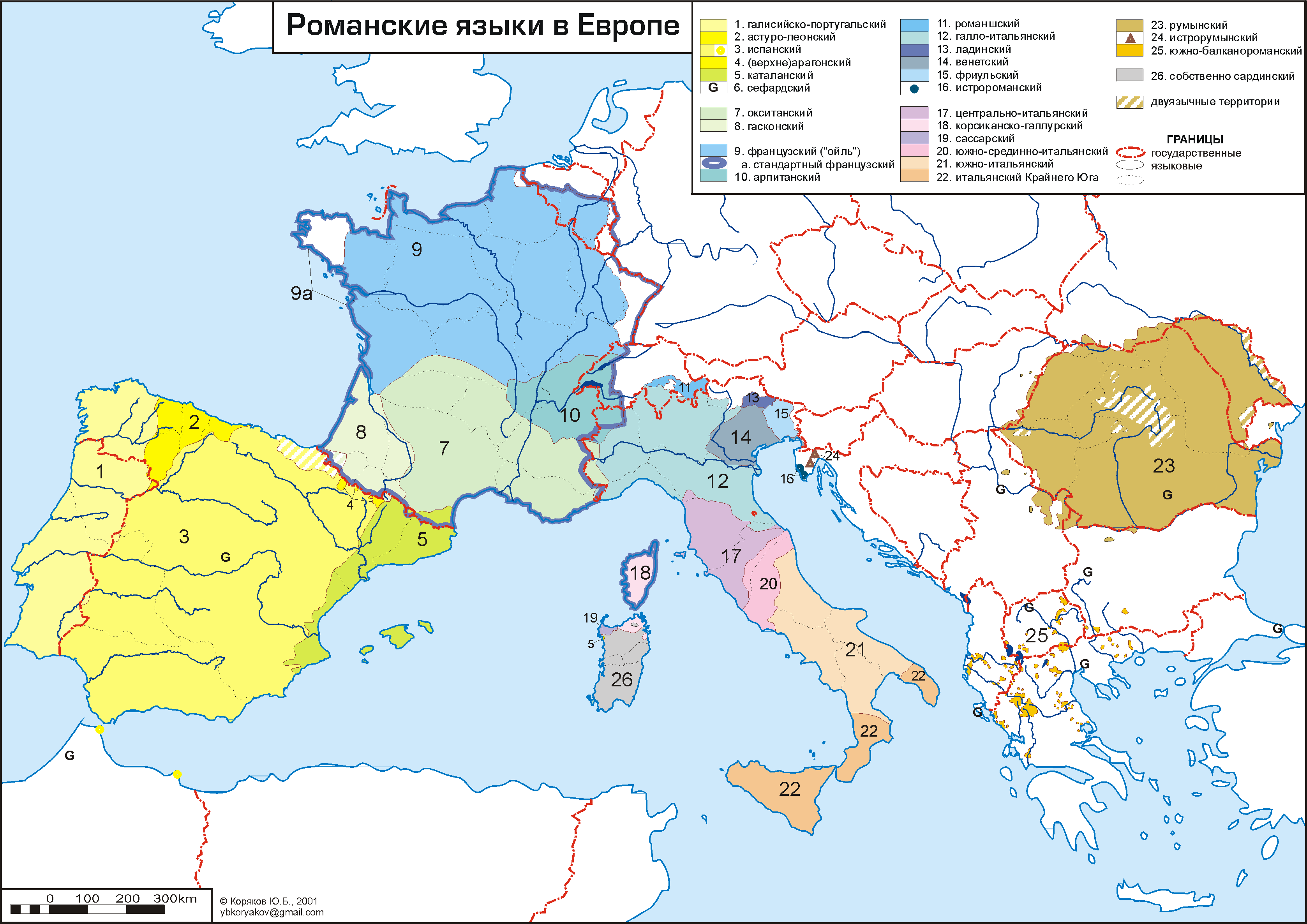
Романские языки в Европе

Распространение крупнейших по числу носителей романских языков:
французский
испанский
португальский
итальянский
румынский и молдавский

Основное различие между двумя вариантами написания на латинице (использование букв â и î для обозначения звука ы) было отменено публикацией «Орфографического словаря румынского языка» (разработан Академией наук Молдовы и рекомендован для использования с 15 ноября 2000 года). До этого при записи на молдавском румынском было рекомендовано использовать î везде, где произносится звук ы, в то время как в стандартном румынском использовались оба символа (сторонники этого правописания называют его «этимологическим», однако в большинстве случаев оно этимологии противоречит). 
Многие публикации на румынском языке в Республике Молдова, однако, и до этого использовали â («Flux», «Accente», «Ziarul de Garda», «Timpul» и т. д.). В Румынии также есть публикации, которые используют старое написание, без â (Academia Caţavencu и др.). То, что официальная орфография, действовавшая в Молдавии, требовала исключительного использования î, объясняется тем, что во время, когда Академия наук Молдавии приняла латинский алфавит (после советского периода, когда использовалась кириллица), Румынская академия ещё не вернула символ â (эта буква была полностью отменена в 1953 году).
Во время существования Социалистической Республики и в первые годы после революции румынский язык в Румынии, в свою очередь, использовал одинаковое написание (письменно — i и î). В 1993 году символ â был возвращён в румынский алфавит.
В Республике Молдова кириллица была заменена латиницей в 1989 году.
Молдавский язык в Приднестровье не считается неотличимым от румынского, и там для него продолжает использоваться кириллический алфавит.

## Лексика

#### Числительные
Сравнение молдавских числительных с другими языками романской группы:
| Число | Румынский / Молдавский | Испанский | Итальянский | Французский | Португальский |
| ----- | ---------------------- | --------- | ----------- | ----------- | ------------- |
| 1     | unu / уну              | uno       | uno         | un          | um            |
| 2     | doi / дой              | dos       | due         | deux        | dois          |
| 3     | trei / трей            | tres      | tre         | trois       | três          |
| 4     | patru / патру          | cuatro    | quattro     | quatre      | quatro        |
| 5     | cinci / чинчь          | cinco     | cinque      | cinq        | cinco         |
| 6     | șase / шасе            | seis      | sei         | six         | seis          |
| 7     | șapte / шапте          | siete     | sette       | sept        | sete          |
| 8     | opt / опт              | ocho      | otto        | huit        | oito          |
| 9     | nouă / ноуэ            | nueve     | nove        | neuf        | nove          |
| 10    | zece / зече            | diez      | dieci       | dix         | dez           |

### Славянизмы
Характерной чертой молдавского языка является наличие в его лексическом составе значительного славянского пласта. Из 710 слов, связанных с земледелием, терминов латинского происхождения — 5,4 %; слова, возникшие в среде молдавского населения, — 53,3 %; слова славянского происхождения — 30,3 %. К словам славянского происхождения относятся: «плуг» (рус. плуг), «бороанэ» (рус. борона), «коасэ» (рус. коса), «браздэ» (рус. борозда), «сноп» (рус. сноп), «стог» (рус. стог, скирда), «кэпицэ» (рус. копна) и т. д. В терминологии, связанной с производством тканей, в говорах молдавского языка употребляется около 200 терминов. Из них: слов латинского происхождения — 12,5 %, восточнославянского — 39 % и южнославянского — 23 %.
В Средние века из староболгарского молдавский язык заимствовал такие слова, как «край» (серб. краль), «водэ» (ст.‑слав. вода), «рэскоалэ» (ст.‑слав. расколь), «роб» (ст.‑слав. робь), «слугэ» (ст.‑слав. слуга), «пушкэ» (ст.‑слав. поушка), «сабие» (ст.‑слав. сабля), «витяз» (ст.‑слав. витазь) и другие. Влияние старо- и среднеболгарского языка на молдавский шло не только по пути бытового языкового общения предков молдаван и славян, но также и по линии книжного влияния славянской культуры на склдывающуюся молдавскую культуру, в том числе молдавскую религиозную терминологию: духовник, мученик, скимник, владыкэ, а благослави, а се кэи, икоанэ, молитвэ, пост, празник, пристол, тайнэ, тройцэ и другие.
Языковые связи молдаван с восточными славянами по части бытового общения установились во время расселения молдаван по Буковине и Молдове, а затем и по Бессарабии — вероятно, в XIV—XV веках. В молдавском языке наблюдается ярко выраженное восточнославянское влияние: в основном фонде современного молдавского языка имеется свыше 2000 восточнославянских заимствований. Многие русизмы до 1812 года из молдавского языка вошли и в валашский язык.
После присоединения Бессарабии к России в 1812 году приток русской лексики в молдавский язык значительно усилился. В основном такие слова известны только в молдавском языке — в румынском литературном языке и говорах Запрутской Молдавии их не знают.

## Современное положение

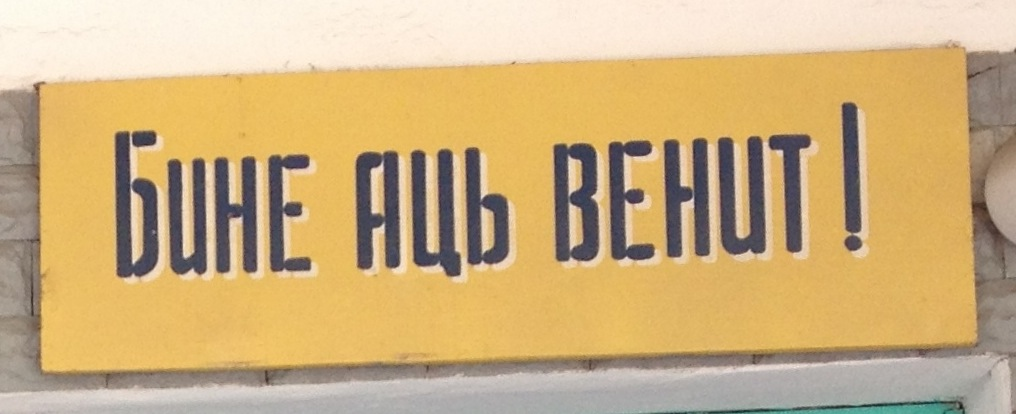
Вывеска «Добро пожаловать!» молдавской кириллицей в Тирасполе, Приднестровье, 2012; латинским алфавитом будет выглядеть: Bine ați venit!

Некоторые официальные лица Молдовы в ранге министров неоднократно заявляли, что «молдавский и румынский — это один и тот же язык». По официальным данным переписи населения 2004 года, в Молдове 78,4 % молдаван назвали своим родным языком молдавский, а 18,8 % назвали родным языком румынский (в городах — 30,9 %, в сёлах — 13 %), но при ответе на вопрос о национальной принадлежности отнесли себя к молдаванам; в этих данных М. Н. Губогло видит указание на «начавшийся внутренний раскол молдавской этнопсихологической жизни». Обсуждение вопроса об именовании государственного языка Молдовы «молдавским» или «румынским» в настоящее время всегда имеет политический оттенок.
В школах и вузах современной Молдовы предмет «молдавский язык» отсутствует. Изучается предмет «румынский язык». Так же называется и основной язык преподавания в учебных заведениях Молдовы. Предмет «молдавский язык» (на кириллице) преподаётся только в вузах и средних учебных заведениях Приднестровья факультативно, начиная с первого класса, наряду с украинским языком.
В принятой 27 августа 1991 года «Декларации о независимости Республики Молдова» говорится о провозглашении государственным языком страны румынского языка на основе латинской графики. В Конституции Молдовы официальным языком государства назван «молдавский язык, функционирующий на основе латинской графики». В декабре 2013 года Конституционный суд Молдовы постановил, что Декларация о независимости Республики Молдова, в которой есть ссылка на закон о функционировании языков (в Декларации указано, что в этом законе язык назван «румынским»), составляет единое целое с Конституцией, и, в случае противоречий между текстом Декларации о независимости и текстом Конституции, превалирует исходный текст Декларации о независимости.
Население страны использует оба названия. В то время как большинство сельских жителей во время последней переписи указало своим родным языком молдавский, большинство жителей Кишинёва и, согласно опросам, люди с высшим образованием склонно называть свой язык румынским. Самая высокая склонность к использованию названия «румынский язык» наблюдается у молодых людей, у людей с высшим образованием, у горожан и у людей с высоким достатком. Название «молдавский язык» чаще всего используют те жители Молдовы, для которых этот язык не является родным.
В опубликованный в 2010 году молдавскими и российскими учеными в серии «Народы и культуры» коллективный труд «Молдаване» включена глава 3 «Молдавский язык», написанная в основном Василе Стати, который в 2003 году опубликовал собственный молдавско-румынский словарь. В 2011 году дополненное второе издание словаря отпечатано в типографии Академии наук Республики Молдова. В обоснование отличия молдавского от румынского Стати приводит следующие доводы: наличие в молдавском значительных славянских заимствований, некоторые из которых отсутствуют в румынском; наличие в румынском ряда цыганских заимствований; специфика молдавских говоров Левобережья Днестра; более ранняя фиксация глоттонима «молдавский» по сравнению с глоттонимом «румынский». «Молдавско-румынский словарь» Василе Стати вызвал как критические отзывы среди молдавских и румынских лингвистов, так и положительные.
В 2013 году Народное Собрание Гагаузии постановило запретить использование термина «румынский язык» на территории автономии, аргументировав тем, что «использование этого термина противоречит Конституции».
Хотя изначально молдавскому языку были присвоены коды ISO 639: «mo» и «mol», в 2000-е годы они были отменены и сейчас у молдавского языка нет отдельного кода ISO. Также известный справочник по языкам мира — «Ethnologue: Languages of the World», который содержит сведения по более чем 7000 живых языков мира — не упоминает молдавский как отдельный язык, а как альтернативное название румынского.
На территории Молдовы существует движение молдовенистов, полагающих, что для государственного языка Молдове следует использовать название «молдавский язык», в частности, потому что оно более древнее, чем лингвоним «румынский язык». Согласно проведённому в 2012 году опросу, 65 % граждан поддерживают это мнение.
Румыния оказывает давление на Молдову по изменению названия государственного языка: в 2012 году появилось сообщение, что Румыния заблокирует присоединение Молдове к Европейскому союзу, «если Кишинёв не откажется от исторического названия своего языка — молдавский язык — и не признает его „румынским“».
К марту 2017 на сайте президента Игоря Додона название языка было изменено с румынского на молдавский, что, по его словам, соответствует конституции страны. После избрания президентом Майи Санду название языка было вновь изменено на румынский.
2 марта 2023 года парламент Республики Молдова одобрил законопроект, согласно которому все словосочетания «молдавский язык» будут заменены на «румынский язык» во всех официальных документах и Конституции.